# よろづや (湯田中温泉)
よろづやは、長野県下高井郡山ノ内町の湯田中温泉にある旅館。

## 沿革
- 江戸時代 寛政年間 - 創業[1]。
- 1948年（昭和23年）5月 - 有限会社よろづや旅館設立[1]。
- 1953年（昭和28年）9月 - 桃山風呂完成[1]。
- 1969年（昭和44年）4月 - 第1新館（現・よろづや本館）新築[1]。
- 1975年（昭和50年）12月 - 第2新館（現・よろづやアネックス湯楽庵）新築[1]。
- 2006年（平成18年）4月 - 株式会社萬屋傳蔵に改組[1]。
- 2017年（平成29年）2月 - 華灯りの宿 加命の湯をリニューアル[1]。
- 2021年（令和3年）2月11日 - 午後3時20分頃、国登録有形文化財に登録されている「松籟荘」の調理場から出火[7]。翌12日の午後4時25分に鎮火した[8]。煙を吸うなどして、従業員2名が軽傷。

## 文化財
- 松籟荘（しょうらいそう） - 1939年（昭和14年）の旅館建築。木構造・一部鉄筋コンクリート構造の地上3階・地下1階建で、建築面積700平方メートルである。屋根はもとこけら葺きで、後に鉄板葺となった。1 - 2階は数寄屋造りの客室で、3階は144畳の大広間である。2003年（平成15年）12月1日付けで国の登録有形文化財（建造物）に登録されたが[9]、2021年（令和3年）2月11日の火災で焼失した（前述）。
- 桃山風呂（ももやまぶろ） - 1951年（昭和26年）の建築。木構造の平屋建で、建築面積220平方メートル。屋根は鉄板葺。稲田石を並べた楕円形の浴槽がある。設計者は沖津清。2003年（平成15年）12月1日付けで国の登録有形文化財（建造物）に登録された[10]。

## 交通アクセス
公共交通機関
長野電鉄長野線・湯田中駅より徒歩7分間。
自家用自動車
上信越自動車道・信州中野インターチェンジより自動車で15分間。

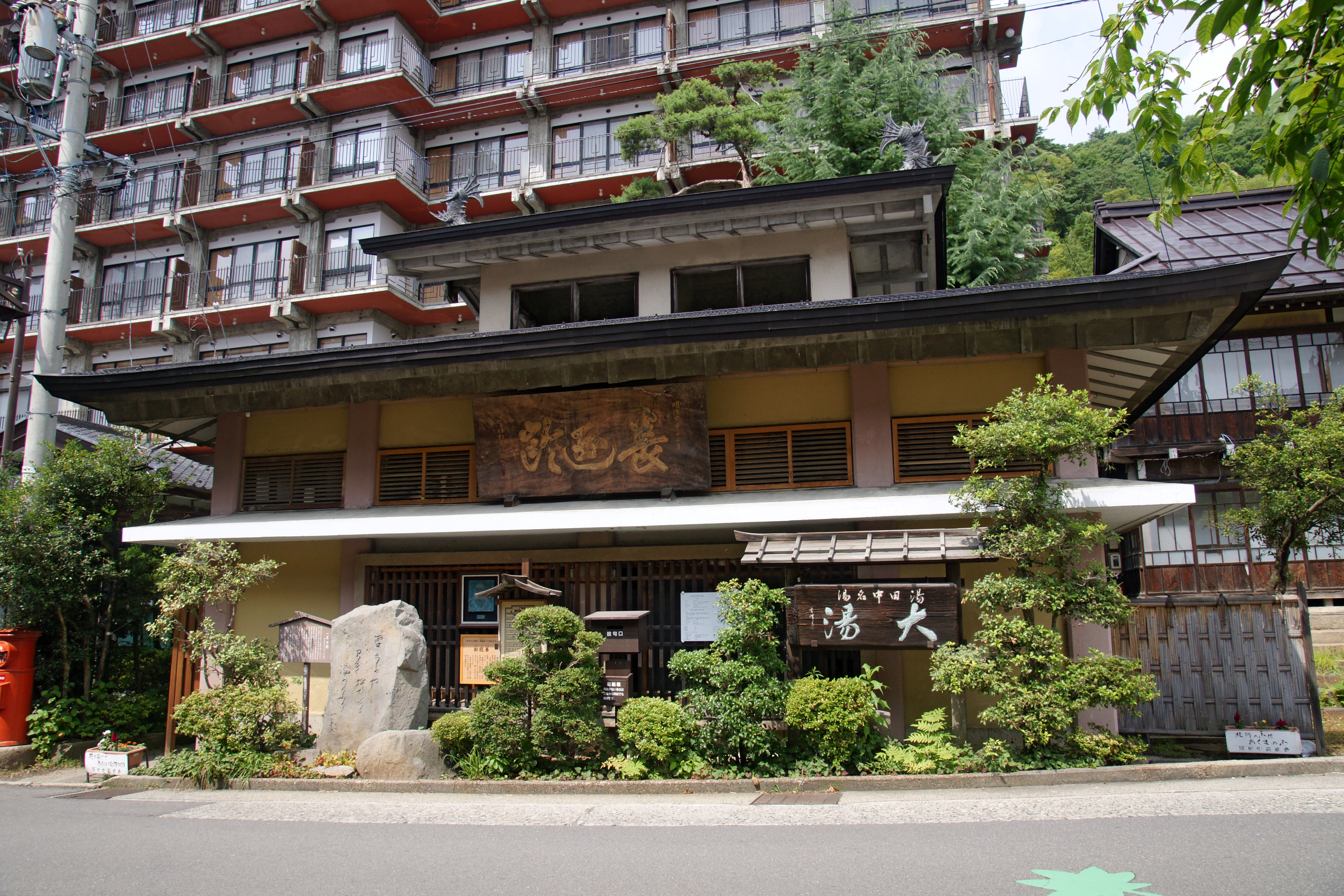
湯田中温泉大湯の背後にある、よろづや本館